# Nele (Népal)
Nele (en népalais : नेले) est un comité de développement villageois du Népal situé dans le district de Solukhumbu. Au recensement de 2011, il comptait 2 197 habitants.